# Consonante occlusiva
Nella fonetica articolatoria, una consonante occlusiva (nota anche come plosiva, o contoide occlusivo o, in breve, occlusiva) è una consonante che viene generata mediante il blocco completo del flusso d'aria a livello della bocca, della faringe o della glottide e il rilascio rapido di questo blocco, e viene classificata secondo il proprio modo di articolazione.

## Il processo fonatorio
Nella produzione di un'occlusiva, due organi entrano a contatto in modo da non permettere il passaggio dell'aria e la sua fuoriuscita: l'aria proveniente dai polmoni si accumula allora dietro quest'ostacolo fino a quando la sua pressione non riesce in qualche modo a forzarlo, proseguendo verso l'esterno. La prima fase, quella di blocco, viene detta occlusione; la brusca riapertura dell'occlusione viene detta esplosione: il fono, cioè il suono, viene prodotto da quest'ultima fase.
Al posto dell'esplosione è possibile avere anche un'implosione, quando cioè l'aria viene inspirata e quindi segue il percorso inverso rispetto al processo abituale (articolazione iniettiva). Il termine plosiva, usato talvolta al posto di occlusiva, tiene appunto conto anche di questa possibilità.
Vengono occasionalmente dette occlusive anche le consonanti nasali, in quanto il condotto fonatorio è chiuso, benché l'aria continui a scorrere attraverso la cavità nasale, producendo i suoni [n] e [m].

## Le consonanti
Le consonanti occlusive si classificano in base al luogo di articolazione (cioè in base a quali organi effettivamente producono l'occlusione) e al grado di sonorità (cioè a seconda che vengano pronunciate con vibrazione o senza vibrazione delle corde vocali). Si noti che non esistono consonanti occlusive labiodentali e dentali in senso stretto, perché gli interstizi fra i denti permettono comunque il passaggio dell'aria. Le occlusive, inoltre, possono essere semplici o rafforzate (comunemente dette 'doppie'), cioè variare di lunghezza e di forza a seconda della durata e dell'energia accumulata nella fase di occlusione.

### Lista delle consonanti occlusive
L'alfabeto fonetico internazionale classifica le seguenti consonanti occlusive:
- [p] occlusiva bilabiale sorda
- [b] occlusiva bilabiale sonora
- [t̪] occlusiva dentale sorda
- [d̪] occlusiva dentale sonora
- [t] occlusiva alveolare sorda
- [d] occlusiva alveolare sonora
- [ʈ] occlusiva retroflessa sorda
- [ɖ] occlusiva retroflessa sonora
- [c] occlusiva palatale sorda
- [ɟ] occlusiva palatale sonora
- [k] occlusiva velare sorda
- [ɡ] occlusiva velare sonora
- [q] occlusiva uvulare sorda
- [ɢ] occlusiva uvulare sonora
- [ʔ] occlusiva glottidale sorda
- [ʔ̬] occlusiva glottidale sonora
- [ʡ] plosiva epiglottale

Coarticolazioni occlusive:
- [k͡p] occlusiva labiale velare sorda
- [ɡ͡b] occlusiva labiale velare sonora
- [q͡ʡ] Occlusiva uvulare epiglottale sorda

Implosive:
- [ɓ] implosiva bilabiale sonora
- [ƥ] implosiva bilabiale sorda
- [ɗ] implosiva alveolare sonora
- [ɗ̪] implosiva dentale sonora
- [ɗ] Implosiva alveolare sonora
- [ɗ̥] implosiva alveolare sorda
- [ᶑ] implosiva retroflessa sonora
- [ʄ] implosiva palatale sonora
- [ƈ] implosiva palatale sorda
- [ɠ] implosiva velare sonora
- [ɠ̊] implosiva velare sorda
- [ʛ] implosiva uvulare sonora
- [ʛ̥] implosiva uvulare sorda

Eiettive:
- [pʼ] Eiettiva bilabiale
- [tʼ] Eiettiva alveolare
- [ʈʼ] Eiettiva retroflessa
- [cʼ] Eiettiva palatale
- '[kʼ] Eiettiva velare
- [qʼ] Eiettiva uvulare

Clic:
- [ǃ¡] Clic occlusivo alveolare

### Le occlusive in italiano
La lingua italiana standard possiede, come fonemi, le occlusive bilabiali /p/ e /b/, le dentali /t/ e /d/, le velari /k/ e /ɡ/, scempie o rafforzate; possiede, come varianti (o allofoni) dei fonemi /k/ e /ɡ/ davanti a /j/ semivocale, le consonanti palatali occlusive [c] e [ɟ], che non vanno confuse con le palatali affricate (rispettivamente, /ʧ/ di "cena" e /ʤ/ di "getto"), e con la fricativa /ʃ/ di "scena".
Alcune lingue e dialetti dell'Italia meridionale, poi, presentano le retroflesse, articolate flettendo la lingua leggermente verso l'alto e all'indietro, subito sopra gli alveoli: compaiono [ʈ] e [ɖ] nella lingua siciliana e nella lingua sarda, come realizzazioni allofoniche regionali delle alveolari iniziali dei nessi <tr> e <dr> (per esempio in "treno" e "ladro").

### Le occlusive nelle altre lingue
Queste consonanti (tranne le retroflesse) si trovano pressappoco in tutte le altre lingue moderne, le quali però mancano in genere di consonanti rafforzate. Alcune lingue posseggono anche delle occlusive aspirate, cioè pronunciate insieme a una leggera aspirazione (/h/): occlusive aspirate sorde (/kʰ/, /tʰ/, /pʰ/) erano presenti in greco antico; il sanscrito possedeva perfino una serie di occlusive aspirate sonore (/ɡʰ/, /dʰ/, /bʰ/).

## Caratteristiche fisiche
In fonetica acustica, analizzando queste consonanti da un punto di vista fisico, la fase di occlusione non produce naturalmente alcun effetto, mentre il sonogramma registrerà il suono prodotto nella fase di esplosione. Si registra quindi un rumore intenso ma brevissimo, generalmente seguito da un secondo intervallo di silenzio, detto VOT (Voiced Onset Time, cioè "tempo di attacco della sonorità"), dopo il quale inizia il fono successivo.
Per le occlusive sorde, in corrispondenza della fase di esplosione si osserva una sottile riga verticale presente nel sonogramma, che viene detta spike; per le occlusive sonore, invece, tale traccia è molto meno evidente, mentre l'attività laringea caratteristica dei suoni sonori (cioè il vibrare delle corde vocali) lascia una debole traccia detta barra sonora, che corrisponde in pratica a una formante di bassa frequenza.
Quando lo spike è ben visibile, il suo spettro permette di differenziare le occlusive in base al luogo di articolazione. Nel parlato spontaneo, però, quando l'articolazione è per così dire meno netta, accurata, e più omogenea, lo spike è molto debole e può essere addirittura assente (quando cioè il parlante "si mangia le parole", e di conseguenza anche le consonanti): questo perché la fase di occlusione non è sempre realizzata con cura, e quindi anche la fase di esplosione produce un suono meno potente, che può arrivare anche a cadere del tutto; spesso infatti, in caso di eloquio molto veloce, capita che l'occlusiva non sia ben realizzata e venga al suo posto realizzata una fricativa, cioè che gli organi all'interno della bocca non vengano completamente a contatto ma si limitino ad accostarsi.
Per questa ragione, l'identificazione sonografica dell'occlusiva si basa non tanto sul segmento consonantico in sé, quanto su quello delle vocali che precedono e/o seguono: le loro formanti, infatti, presentano, in prossimità della consonante, nette deviazioni, dette transizioni formantiche, che rappresentano la traccia visibile della rapida variazione del condotto vocale (cioè della posizione degli organi all'interno della bocca) nel momento in cui esso si modifica nel passaggio da un fono a quello successivo. La frequenza di F1, che rappresenta il grado di apertura del suono, ovviamente si abbassa nell'articolazione della consonante. La frequenza di F2, invece, che corrisponde al grado di anteriorità della lingua nel condotto vocale, varia a seconda della consonante: passando da una vocale anteriore come per esempio la [e], la formante passa a frequenze più basse per le bilabiali (transizione discendente), più alte per le velari (transizione ascendente), o rimane pressappoco inalterata nel caso di consonanti alveolari (transizione costante).

## La percezione
In fonetica uditiva, si è appurato che il riconoscimento delle consonanti occlusive dipende dalla loro tipica struttura di occlusione (cioè silenzio) + esplosione. Questo fatto sembra essere confermato dal paragone con la percezione delle consonanti fricative: se infatti da una sequenza vocale + fricativa + vocale si cancella artificialmente il rumore di frizione tipico delle fricative, la sequenza sarà percepita come vocale + occlusiva + vocale, dove l'occlusiva che si crede di udire è quella corrispondente alla fricativa per luogo di articolazione e sonorità.
Più problematico è capire in quale modo venga riconosciuto il luogo di articolazione di una consonante occlusiva. Spesso, infatti, nel parlato quotidiano (ipoarticolato, cioè articolato meno nettamente e con meno accuratezza di un parlato ricostruito in laboratorio), il rumore dell'esplosione è debole o addirittura assente, come già osservato a proposito delle caratteristiche acustiche di tali consonanti (vedi sopra). Inoltre, test di laboratorio dimostrano che, cancellando artificialmente l'esplosione, la consonante rimane comunque identificabile: sono allora le transizioni formantiche con le vocali adiacenti che consentono di distinguere il luogo di articolazione, esattamente come accade in fonetica acustica leggendo lo spettrogramma corrispondente.
Infine, il riconoscimento della sordità o sonorità della consonante dipende dal riconoscimento di una periodicità, dovuta alla presenza, nell'esecuzione della sonora, della vibrazione regolare delle corde vocali. In molte lingue è utile anche la percezione della diversa durata del tempo di attacco della sonorità, più lungo nelle sorde rispetto alle sonore.